# Microrégion de Dianópolis
La microrégion de Dianópolis est l'une des trois microrégions qui subdivisent l'est de l'État du Tocantins au Brésil.
Elle comporte 20 municipalités qui regroupaient 119 017 habitants en 2012 pour une superficie totale de 47 173 km².

## Municipalités[1]
- Almas
- Arraias
- Aurora do Tocantins
- Chapada da Natividade
- Combinado
- Conceição do Tocantins
- Dianópolis
- Lavandeira
- Natividade
- Novo Alegre
- Novo Jardim
- Paranã
- Pindorama do Tocantins
- Ponte Alta do Bom Jesus
- Porto Alegre do Tocantins
- Rio da Conceição
- Santa Rosa do Tocantins
- São Valério da Natividade
- Taguatinga
- Taipas do Tocantins